# Невидима колекція
«Незрима колекція» (нім. Die unsichtbare Sammlung) — новела австрійського письменника та критика Стефана Цвейга написана у 1926 році.

## Сюжет
У новелі описується епізод із життя автора під час інфляції в Німеччині. Розповідь ведеться від першої особи. Їдучи в поїзді, авторові зустрівся його давній знайомий, відомий антиквар Берліна Містер Р., що вирішив розповісти неймовірну історію, яка нещодавно з ним трапилася. Почав він зі скарг на те, що пристрасті багачів дедалі важче задовольнити, що попит на антикваріат так зріс, що полички в його магазині спорожніли й залишився лише тільки якийсь мотлох, негідний для продажу. Тоді Містер Р. вирішив підняти архівні записи про постійних клієнтів, з метою знайти кандидата для спроби перекупу його колекцій за не великі кошти. Він довго гортав старі журнали, безрезультатно шукаючи таку людину, аж поки до рук йому не потрапили листи, ще батькового листування із запеклим колекціонером, який до того ж мав гарний смак і, судячи із вказаних покупок, був володарем неймовірної колекції гравюр. Тож, антиквар вирушив до невеличкого провінційного містечка, де й проживав зі своєю родиною колекціонер. Він був здивований, коли на пошті йому сказали, що стариган ще живий, хоча йому було вже десь за вісімдесят.
Двері Містеру Р. відкрила старенька жіночка, яка і була дружиною дивакуватого колекціонера. А через декілька хвилин він познайомився із самим дідусем, який був сліпий.
Бувши дуже щасливим від приходу знаної людини, колекціонер одразу кинувся до своїх полиць аби показати фахівцю свої гравюри, але раптом старенька жіночка дуже схвилювалася і почала вмовляти свого чоловіка відкласти показ колекції на декілька годин (посилаючись на обідній час) і з німим проханням дивилася на антиквара. Він пообіцяв старенькому, що повернеться о третій годині і тоді додивиться до кінця усі-усі гравюри. Проводячи гостя до дверей жінка запитала чи він не проти, якщо за ним зайде їхня донька Анна Марія, він погодився.
У зазначений час не досить молода дівчина чекала містера Р. біля дверей аби повідати страшну таємницю їхнього життя. Вона почала розповідь, бувши ще молодим її батько був досить знаним та відомим, а коли почалася війна то разом з усіма пішов на фронт, але раптом він почав сліпнути і воювати вже не зміг, тоді єдиною його відрадою стала його колекція. Втративши повністю зір дідусь пам'ятав точний порядок гравюр, він вивчив їх на дотик. Його дружина і дочка захищали старенького від усього, навіть від правди, він не знав про кризу і про те, що вони програли війну, він не знав про голод і злидні його родини, він жив лише у своєму світі разом із Менцелем, Шпіцвегаром та Рембрандтом. Але їсти щось треба було, тож не лишилося нічого окрім, як продавати гравюри. Спочатку одну, потім другу, третю і так вони продали усі (хоча жодної вигоди вони так з цього і не отримали, адже їх кожного разу дурили, платили гроші тоді, коли вони втрачали будь-яку ціну). Старенький, звичайно нічого не знав, вони замінювали гравюри чи то пустими аркушами паперу, чи то копіями.
Як і домовлялося містер Р. прийшов до старого колекціонера і стійко передивився незриму колекцію і ще й вів бесіду про неї, тож дідусь залишився задоволеним, а мати і донька ще раз змогли вберегти його від страшних хвилювань.

## Видання
- Stefan Zweig: Die unsichtbare Sammlung. Eine Episode aus der deutschen Inflation. A. Scholem für den Berliner Bibliophilen-Abend, 1927. 22 Seiten, kartoniert

## Переклади українською
- Стефан Цвейг. Лист незнайомої: новели.[1] Переклад з німецької: Ірина Стешенко, Василь Бобинський за редакцією Євгена Поповича, Євген Попович; передмова Надія Матузова. Київ : Дніпро, 1981. 263 стор. (Зарубіжна новела ; Кн.35)
- Стефан Цвейг. Лист незнайомої.[2] Переклад з німецької: Ірина Стешенко, Наталя Сняданко, Василь Бобинський; передмова: Дмитро Затонський. Харків: Фоліо; Київ: Інститут літератури ім. Т.Г. Шевченка Нац. акад. наук України, 2010. 411 с. (Бібліотека світової літератури).  ISBN 978-966-03-4679-6 (передрук 2014 ISBN 978-966-03-6917-7 )